# Bullappanakoppa, Kundgol
Bullappanakoppa là một làng thuộc tehsil Kundgol, huyện Dharwad, bang Karnataka, Ấn Độ.